# فردول
فردول (بالألمانية: Werdohl) هي بلدة ألمانية تقع في Märkischer Kreis في ألمانيا. يقدر عدد سكانها بـ 19,171 نسمة .

## المدن التوأمة
مدينة اشتافنهاغن هي مدينة توأمة لفردول.

## أعلام
- فيرونيكا كالابريس
- انور بولوت